# Драницын, Николай Николаевич
Николай Николаевич Драницын (30 июля 1946, Ленинград, Россия — 29 июля 2010, Шонгау, Германия) — русский и немецкий композитор.

## Биография
В 1963 году он закончил Хоровое училище имени М. И. Глинки и в 1968 году Государственную консерваторию имени Н. А. Римского-Корсакова в Ленинграде по специальности хоровое дирижирование (педагог профессор А.Никлусов) и 1986 году по специальности композиция (педагоги В.Салманов и А. Мнацаканян). С 1969 по 1979 годы он был главным дирижёром оркестра Ансамбля песни и пляски Ленинградского военного округа . С 1979 по 1985 годы Николай Драницын работал в Институте Культуры города Ленинграда преподавателем по дирижированию и оркестровой аранжировке. В дальнейшем, с 1985 по 1989 годы, он преподавал в Ленинградской консерватории по специальностям хоровая композиция, оркестровая аранжировка и дирижирование. С 1985 по 2001 годы он работал одновременно певцом со своим «глубоким» басом (Bassoprofondo) в Петербургском Камерном Хоре, с которым был связан глубокими творческими узами до самой смерти как исполнитель и как автор множества хоровых сочинений, ряд которых был посвящён как хору, так и его бессменному руководителю.
С 1993 года Николай Драницын имел постоянное место жительства в Германии, но сердцем он был всегда связан со своим родным городом Санкт-Петербургом. Своё самостоятельное композиторское творчество он продолжал успешно и в Германии. С 2001 года он был одновременно членом филармонического хора в Мюнхене, а также выступал многократно в хоре имени Карла Орфа в баварском городе Марктобердорфе.
Николай Драницын был композитором с явно выраженной тенденцией к неоромантизму, и его музыка связана с текстами или сценическими движениями. Он создал многочисленные переложения на музыку и обработки народных песен и произведений мировой классики. Его творения исполнялись с большим успехом во всей Европе. Его перу принадлежат сочинения, среди которых немаловажное место занимают хоровые циклы «Загадки» на тексты русских народных загадок, «Мадригалы разлук» на стихи испанского поэта Мигеля Эрнандеса, зонг-оратория «Выше, блюз!» на тексты негритянских поэтов США (за данное произведение в 1985 году он получил приз на конкурсе песен композиторов СССР), инструментальные сочинения, романсы, песни, музыка для хореографии, театра, кино и телевидения.

## Список сочинений

### Для смешанного хора a cappella
- Триптих "Мадригалы разлук", стихи М. Эрнандеса;
- сюита "Загадки" на тексты русских народных загадок;;
- Два хора на стихи Николая Рубцова;
- Два хора на стихи Анны Ахматовой;
- Recordare, Jesu Pie, мотет;
- Odi et amo, канцона;
- На золотом крыльце сидели, стихи Т. Калининой;
- Псалом 103 (Lobe den Herrn, meine Seele), мотет;

#### Обработки
- "Oh Du Fröhliche", немецкий рождественский гимн;
- Ф. Грубер, "Ночь тиха";
- А. Петров "Романс о романсе" из телефильма "Жестокий романс", стихи Б. Ахмадуллиной;
- А. Петров "Песенка часов" из телефильма "Синяя Птица" стихи Т. Харриса, пер. Т. Калининой;
- "Не слышно шума городского" для хора и солистов, петербургский городской романс;
- Р.н.п. "В низенькой светелке";
- Р.н.п "Вдоль по улице метелица метет" для хора и солиста;
- Р.н.п. "Вечерний звон" для хора и солиста;
- У.н.п. Соловушко;
- И. Браун, Ave Maria Zart, гимн;

### С сопровождением
- "Выше, блюз!", зонг-оратория на стихи афроамериканских поэтов для солистов, смешанного хора и инструментального ансамбля.

### Другие сочинения
- "Пассакалия-интермеццо памяти Н.А. Римского-Корсакова" для струнного квартета и струнного оркестра;
- Концертино для флейты, челесты и струнного оркестра (1985);

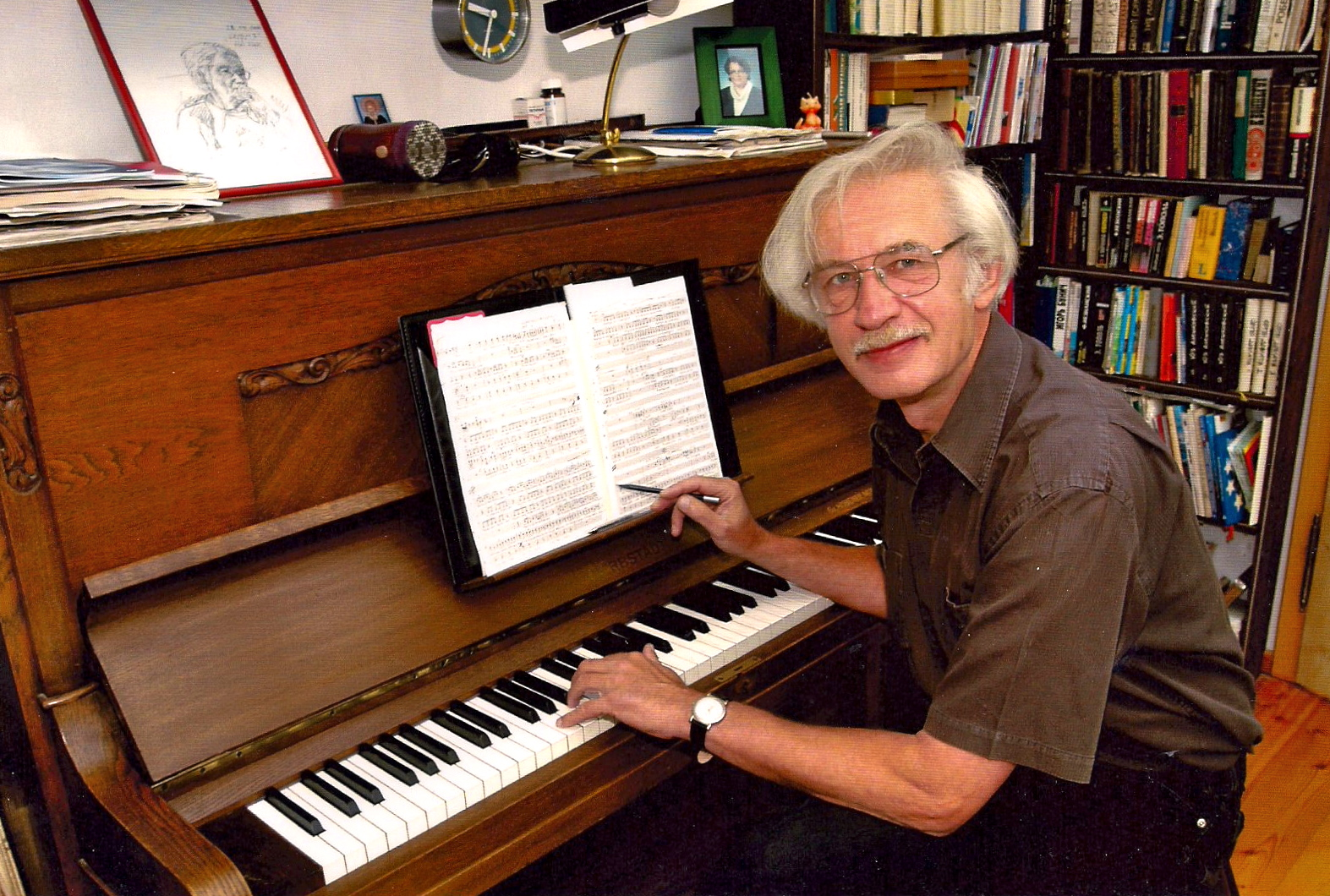
Николай Драницын за работой

- Swing для джазового оркестра.

## Аудио
- «Das Paradies» (Rai / aus «Höher, Blues», Song-Oratorium (1985)
- «Ave Maria zart» (Ave Maria zart) aus CD «Vom Himmel hoch, o Englein kommt» — Weihnachten im Allgäu, gesungen vom Carl-Orff-Chor
- Psalm 103 (Lobe den Herrn, meine Seele), камерный хор "Петербургские серенады", дир. Е. Лосев